# رزداب
رزداب، روستایی است از توابع بخش سلامی و در شهرستان خواف استان خراسان رضوی ایران.

## جمعیت
این روستا در دهستان سلامی قرار داشته و بر اساس سرشماری سال 1401 خانه بهداشت  جمعیت آن (456خانوار4200نفر
بوده‌است.